# تپه شاوه ۱۱
تپه شاوه ۱۱ مربوط به دوره اشکانیان - دوره ساسانیان - سده‌های اولیه و میانه دوران‌های تاریخی پس از اسلام است و در شهرستان کبودرآهنگ، بخش مرکزی، دهستان سبزدشت، روستای شاوه واقع شده و این اثر در تاریخ ۷ اسفند ۱۳۸۶ با شمارهٔ ثبت ۲۱۵۸۲ به‌عنوان یکی از آثار ملی ایران به ثبت رسیده است.